# Kajsa Berg
Kajsa Sofia Erika Berg, född 16 januari 1979 i Salem, är en svensk maraton- och ultradistanslöpare som tävlar för Huddinge AIS.

## Meriter
Tredjeplats i Comrades Marathon, 2016. Comrades Marathon i Sydafrika är världens största och äldsta ultradistanslopp med de högsta prispengarna inom ultravärlden.
VM och EM 100 km avgörs under ett och samma lopp.
- VM-silver 100 km, 2012[1]
- VM-silver 100 km, 2015[3][2]
- VM-silver 100 km lag, 2015[3][4]
- EM-guld 100 km, 2012, på svenskt rekord 7:35:23[5]
- EM-guld 100 km, 2013[6]
- EM-guld 100 km, 2015, på svenskt rekord 7:20:48[3][7]
- EM-guld 100 km lag, 2015[3][8]
- SM-guld 100 km, 2013[10]
- SM-brons Marathon, 2010[9]

## Personliga rekord
| Utomhus - 3 000 meter – 10:18,35 (Huddinge 14 augusti 2012) - 5 000 meter – 17:34,39 (Västerås 3 augusti 2008) - 10 000 meter – 37:05,77 (Eskilstuna 10 augusti 2007) - 10 km landsväg – 37:21 (Stockholm 18 augusti 2007) - Halvmaraton – 1:17:50 (Stockholm 6 september 2008) - Halvmaraton – 1:18:56 (Stockholm 17 september 2011) - Maraton – 2:44:18 (Ljubljana, Slovenien 26 oktober 2008) - 100 km landsväg – 7:20:48 (Winschoten, Nederländerna 12 september 2015) | Inomhus - 1 500 meter – 4:56,64 (Eskilstuna 10 februari 2007) - 3 000 meter – 10:11,13 (Huddinge 18 januari 2013) |